# الحصن الأثري تنبرة
الحصن الأثري تنبرة هو معلم أثري تونسي مصنف من قبل المعهد الوطني للتراث يقع في ولاية سليانة في الشمال الغربي التونسي، تحديدا في مدينة تنبرة تم تصنيف المعلم في يوم 19 مارس 1894 .

## مقالات ذات صلة
- قائمة المعالم الأثرية المصنفة في تونس